# Клисура (локалитет)
Клисура је археолошки локалитет праисторијског насеља које се налази око 500m узводно Дунавом од Лепенског Вира.
Мања сондажна истраживања показала су културну стратиграфију коју чине две фазе: старијој припадају налази средњег и позног бронзаног доба (Жуто брдо—Гирла Маре), млађој припадају налази из старијег гвозденог доба.